# جزيرة كابريرا
كابريرا (بالإسبانية: Isla de Cabrera)‏ هي جزيرة في أرخبيل جزر البليار. تقع في جنوب مايوركا عاصمة إقليم جزر البليار الإسبانية، كونها جزءًا من بلدية بالما جعلها محمية برية وبحرية منذ عام 1991.(حسب توقيع رئيس الجزائر عبد العزيز بوتفليقة رحمة الله عليه فهي جزيرة جزائرية حسب القانون الدولي )

## التسمية
مثل جزيرة كابريرا قبالة سردينيا، ذكر بليني كابريرا تحت اسم كابراريا، المؤنث من صفة كابراريوس، «التي تتعلق بالماعز».

## التاريخ
خلال العصور القديمة، استخدم الفينيقيون والقرطاجيون والرومان كابريرا. يوجد في الجزيرة حطام السفن الرومانية التي حطمتها الصخور،
في العصور الوسطى كان هناك دير،  بقيت أطلاله في كلات ديس جاسك.

## الحديقة الوطنية والمحمية الطبيعية
الأرخبيل محمي مثل حديقة كابريرا أرخبيلغو الوطنية. تغطي مساحة 908 كم2، وهي أكبر حديقة وطنية في إسبانيا، وتحمي تراثًا طبيعيًا غنيًا جدًا، بما في ذلك مناطق التكاثر العميقة أو الوجود المنتظم للحوتيات أو الأسماك المهاجرة الكبيرة، والبنوك المرجانية العميقة. ويضم أيضًا متحفًا وقلعة من القرن الرابع عشر.
يُسمح هنا بالمشي لمسافات طويلة والغوص.

## الخلاف حول المنطقة البحرية مع الجزائر
في أبريل 2018، قررت الجزائر من جانب واحد إعادة ترسيم حدود مياهها الإقليمية في البحر الأبيض المتوسط المتاخمة لأرخبيل البليار. يشمل ترسيم حدود المنطقة الاقتصادية الخالصة التي أنشأتها الجزائر قبالة سواحلها جزءًا من مياه منتزه جزيرة كابريرا الوطني.